# 海洋石油982
海洋石油982是中华人民共和国投资建造的该国第六代深水半潜式钻井平台，2018年3月14日在大连正式交付。投资建造人是中国海油旗下中海油田服务股份有限公司，由中船重工旗下大连船舶重工集团海洋工程有限公司建造。
“海洋石油982”与“海洋石油981”均属于深水钻井装备，长104.5米，型宽70.5米，总高105.8米，最大作业水深1500米，最大钻井深度9144米，采用锚泊和DP-3动力定位系统。